# Pueblo gamela
Gamela es un pueblo originario del estado de Maranhão, Brasil, que hablaba una lengua relacionada con el idioma a’uwẽ, de la macrofamilia Ye. Los sobrevivientes habitan en la llamada "Tierra de los Índios", a orillas del lago de Viana, en comunidades como Taquaritiua, en el municipio de Viana; Capivarí, en Penalva; y también en los municipios de Cajari y Matinha. El nombre "gamelas" fue dado por los portugueses, porque los indígenas usaban en el labio inferior un implante pequeño de madera con forma de vasija.

## Historia
En 1759, 14 mil ha fueron destinadas a la "nación Gamela" en calidad de sesmaría. En 1822 la justicia de Maranhão sentenció a favor de los Gamela para que mantuvieran la posesión de esas tierras. Estaban presentes desde Caxias hasta los bosques de Monção, Penalva y Viana y hasta el río Pindaré y el río Gurupi. En 1930 aun una anciana Gamela de Penalva recordaba palabras de su propia lengua. Durante el siglo XX, las expulsiones ilegales de los Gamela de sus tierras se multiplicaron. Restó la comunidad de Taquaritiua, pero desde a década de 1970 fue impuesto el loteamiento de la tierra, anteriormente de propiedad colectiva de las comunidades, lo que fue aprovechado por extraños para despojarlos de más terrenos y conseguir escrituras en las notarías. En los últimos años los Gamela han retomado varios de los predios de los que fueron despojados y poseen un total de 552 ha, en medio de un grave conflicto, especialmente en la margen del río Pirá.